# Saint-Amand-des-Hautes-Terres
 Saint-Amand-des-Hautes-Terres  là một xã của tỉnh Eure, thuộc vùng Normandie, miền bắc nước Pháp.